# Conophytum hyracis
Conophytum hyracis är en isörtsväxtart som beskrevs av Steven A. Hammer. Conophytum hyracis ingår i släktet Conophytum, och familjen isörtsväxter. Inga underarter finns listade i Catalogue of Life.